# Siebel Si 204
Siebel Si 204 – niemiecki samolot wielozadaniowy z okresu II wojny światowej. Podczas II wojny światowej pełnił rolę samolotu transportowego, szkolnego i kurierskiego.

## Historia
Prace w wytwórni lotniczej Siebel Flugzeugwerke Halle A.G. nad samolotem oznaczonym jako Siebel Si 204 rozpoczęto w 1938 roku. Samolot opracowywany był dla Lufthansy, jako mały samolot pasażerski dla 8 osób, a inspiracją w pracach był wcześniejszy samolot kurierski Siebel Fh 104. Prace nad wersją pasażerską przerwała wojna i w takiej konfiguracji ukończono jedynie dwa prototypy.
Siebel Si 204 został przeprojektowany jako samolot treningowy do szkolenia w lotach według wskazań instrumentów pokładowych (tzw. ślepak).
Produkcję seryjną samolotu Siebel Si 204 rozpoczęto w 1942 roku we francuskich zakładach SNCAN, a w późniejszym okresie także w wytwórniach na terenie Protektoratu Czech i Moraw. 

### Produkcja samolotuSiebel Si 204w poszczególnych wytwórniach
- Siebel Flugzeugwerke Halle A.G. – zbudowano 15 prototypów
- SNCAC w Bourges – wyprodukowały w sumie 168 samolotów Si 204 różnych wersji.
- ČKD/BMM w Pradze – zakończyły produkcję we wrześniu 1944 roku, kiedy to rozpoczęto produkcję części zamiennych do już wyprodukowanych maszyn. Liczba wyprodukowanych tam maszyn nie jest znana.
- Aero w Pradze – budowała samoloty Siebel Si 204 różnych wersji aż do końca wojny. Liczba wyprodukowanych maszyn nie jest znana. RLM zakładało produkcję samolotów w wersji D-1 i D-3 na poziomie 30 egzemplarzy miesięcznie, począwszy od grudnia 1944 roku, ale wyprodukowano ich mniej.

Po zakończeniu II wojny światowej produkcję samolotu Siebel Si 204 kontynuowano we Francji, gdzie nosiły oznaczenie NC.700/NC.701 i NC.702 oraz w Czechosłowacji, gdzie miały oznaczenie Aero C-3/C-103.
Całkowitą liczbę wyprodukowanych samolotów Si 204 wszystkich wersji ocenia się na 1250 do 1300 egzemplarzy.

### Wersje samolotuSiebel Si 204

#### Prototypy
- Si 204 V1 – prototyp wersji pasażerskiej, wyposażony w silniki Argus As 410. Oblatany (prawdopodobnie) 25 maja 1940 roku i zarejestrowany jako D-AEFR.
- Si 204 V2 – prototyp wersji pasażerskiej, wyposażony w silniki Argus As 410. Oblatany (prawdopodobnie) przed lutym 1941 roku i zarejestrowany jako D-ASGU. Rozbity 26 lutego 1944 roku w jednostce doświadczalnej Erprobungs-Stelle Rechlin w Rechlinie.
- Si 204 V3 – prototyp wersji szkolnej, wyposażony w silniki Argus As 410. Oblatany (prawdopodobnie) przed lutym 1942 roku. Rozbity 1 czerwca 1942 roku w jednostce doświadczalnej Erprobungs-Stelle Rechlin w Rechlinie.
- Si 204 V4 – prototyp wersji szkolnej, wyposażony w silniki Argus As 411. Oblatany (prawdopodobnie) przed listopadem 1942 roku i zarejestrowany jako KM+GB.
- Si 204 V5 – prototyp przeznaczony do prób wytrzymałościowych.
- Si 204 V6 – prototyp przeznaczony do testów silników Argus As 410 i oblatany w grudniu 1942 roku.
- Si 204 V7 – egzemplarz wyposażony w silniki Argus As 410 i wykorzystywany do rozpoznania meteorologicznego.
- Si 204 V8 – prototyp wyposażony w silniki Argus As 410 i przeznaczony do prób w locie.
- Si 204 V9 – prototyp wyposażony w silniki Argus As 410 i przeznaczony do prób w locie. Rozbity 30 czerwca 1943 roku w jednostce szkolnej Flugzeugführerschule C 15 (FFS C 15) w Bourges.
- Si 204 V10 – prototyp wyposażony w silniki Argus As 410 i przeznaczony do prób w locie.
- Si 204 V11 – prototyp wyposażony w silniki Argus As 410 i przeznaczony do prób w locie.
- Si 204 V12 – prototyp wyposażony w silniki Argus As 410 i przeznaczony do prób w locie. Rozbity 13 marca 1944 roku w jednostce doświadczalnej Erprobungs-Stelle Rechlin w Rechlinie.
- Si 204 V13 – prototyp wyposażony w silniki Argus As 410 i przeznaczony do prób w locie.
- Si 204 V14 – prototyp wersji D-2, wyposażony w silniki Argus As 411.
- Si 204 V15 – prototyp przeznaczony do testów silników Argus As 411.

#### Wersje produkcyjne
- Si 204A-0 – seria informacyjna wersji samolotu pasażerskiego, budowana przez zakłady SNCAC we Francji między kwietniem 1942 i listopadem 1943 roku.
- Si 204A-1 – wersja seryjna samolotu pasażerskiego, budowana przez zakłady SNCAN we Francji między kwietniem 1942 i listopadem 1943 roku.
- Si 204D-0 – seria informacyjna wersji samolotu szkolnego, budowana przez zakłady ČKD/BMM w Protektoracie Czech i Moraw. Pierwszy egzemplarz wersji D-0 dostarczono w październiku 1942 roku, a produkcja kolejnych 44 maszyn tej wersji rozpoczęła się w lutym 1943 roku.
- Si 204D-1 – wersja seryjna samolotu szkolnego, budowana przez zakłady Aero w Protektoracie Czech i Moraw od marca 1943 roku, przez zakłady ČKD/BMM od czerwca/lipca 1943 roku do września 1944 roku. Samoloty tej wersji produkowane były również przez zakłady SNCAC od września 1943, aż do wyzwolenia zakładów w sierpniu 1944 roku. Produkcja tej wersji miała zostać zakończona w zakładach Aero w marcu 1945 roku po wyprodukowaniu 486 egzemplarzy, po czym miano kontynuować budowę wyłącznie samolotów w wersji D-3, ale składanie samolotów w wersji D-1 trwało aż do końca wojny.
- Si 204D-3 – wersja samolotu szkolnego wyposażona w drewniane skrzydła oraz część ogonową o konstrukcji metalowo-drewnianej. Jej produkcja rozpoczęła się w październiku lub listopadzie 1944 roku w zakładach Aero i trwała do końca wojny.
- Si 204E-0 – w lipcu 1944 roku pięć egzemplarzy Si 204D wyznaczono do przebudowy na samoloty do treningu załóg bombowych w nocy. Miały one być wyposażone w wieżyczkę z karabinem maszynowym oraz mogły przenieść 4 bomby o masie 250kg każda. Nie podjęto produkcji seryjnej.
- NC.701/NC.702/NC.703 – wersje produkowane po wojnie we Francji
- C-3/C-103 – wersje produkowane po wojnie w Czechosłowacji

## Użycie w lotnictwie
Samoloty Si 204A trafiły głównie do jednostek łącznikowych i kurierskich Luftwaffe, gdzie służyły do przewozu oficerów wyższego szczebla. Część z maszyn trafiła do szkół lotniczych.
Samoloty Si 204D używane były głównie w szkołach pilotażu zaawansowanego (FFS - Flugzeugführerschule) typu B i C, oznaczanych odpowiednio FFS B i FFS C. Rzadko stosowano samolot zgodnie z przeznaczeniem, czyli do szkolenia pilotażu według przyrządów.
Część samolotów używana była przywożenia z frontu pilotów fabrycznych, dostarczających samoloty bojowe z zakładów do jednostek bojowych.
Linie lotnicze Lufthansa otrzymała przynajmniej cztery egzemplarze samolotów Si 204:
- Pierwszy prototyp Si 204 V1, z rejestracją D-AEFR, był testowany od marca do maja 1941 roku przez praski oddział Lufthansy.
- Drugi prototyp Si 204 V2, z rejestracją D-ASGU, używany był jako maszyna transportowa na regularnych trasach od wiosny 1942 do wiosny 1943 roku.
- Si 204D w barwach Lufthansy, nazwany "Rhein", został znaleziony pod koniec wojny na lotnisku Berlin-Tempelhof.
- Si 204 nieznanej wersji, w barwach Lufthansy, przeleciał pod koniec wojny na lotnisko Enns w Austrii, gdzie został zdobyty przez Aliantów.

Po wojnie samoloty Siebel Si 204 były nadal użytkowane. Używano ich we Francji i Czechosłowacji, gdzie również je nadal produkowano. Samoloty zdobyczne posiadał ZSRR, gdzie większość używana była przez Aerofłot na trasach krajowych przynajmniej do 1947 roku.
Samoloty tego typu posiadały również Polskie Linie Lotnicze LOT, które zakupiły we Francji w 1946 roku 6 samolotów wersji NC.701 zbudowanych już po wojnie, gdzie użytkowano je do 1948 roku. Następnie przekazano je do lotnictwa wojskowego, gdzie były wykorzystywane do zadań kartograficznych. 